# Onthophagus fissinasus
Onthophagus fissinasus är en skalbaggsart som beskrevs av Leon Fairmaire 1895. Onthophagus fissinasus ingår i släktet Onthophagus och familjen bladhorningar. Inga underarter finns listade i Catalogue of Life.